# Dovadola
Dovadola ist eine italienische Gemeinde mit 1560 Einwohnern (Stand 31. Dezember 2023) in der Provinz Forlì-Cesena in der Region Emilia-Romagna.

## Geografie

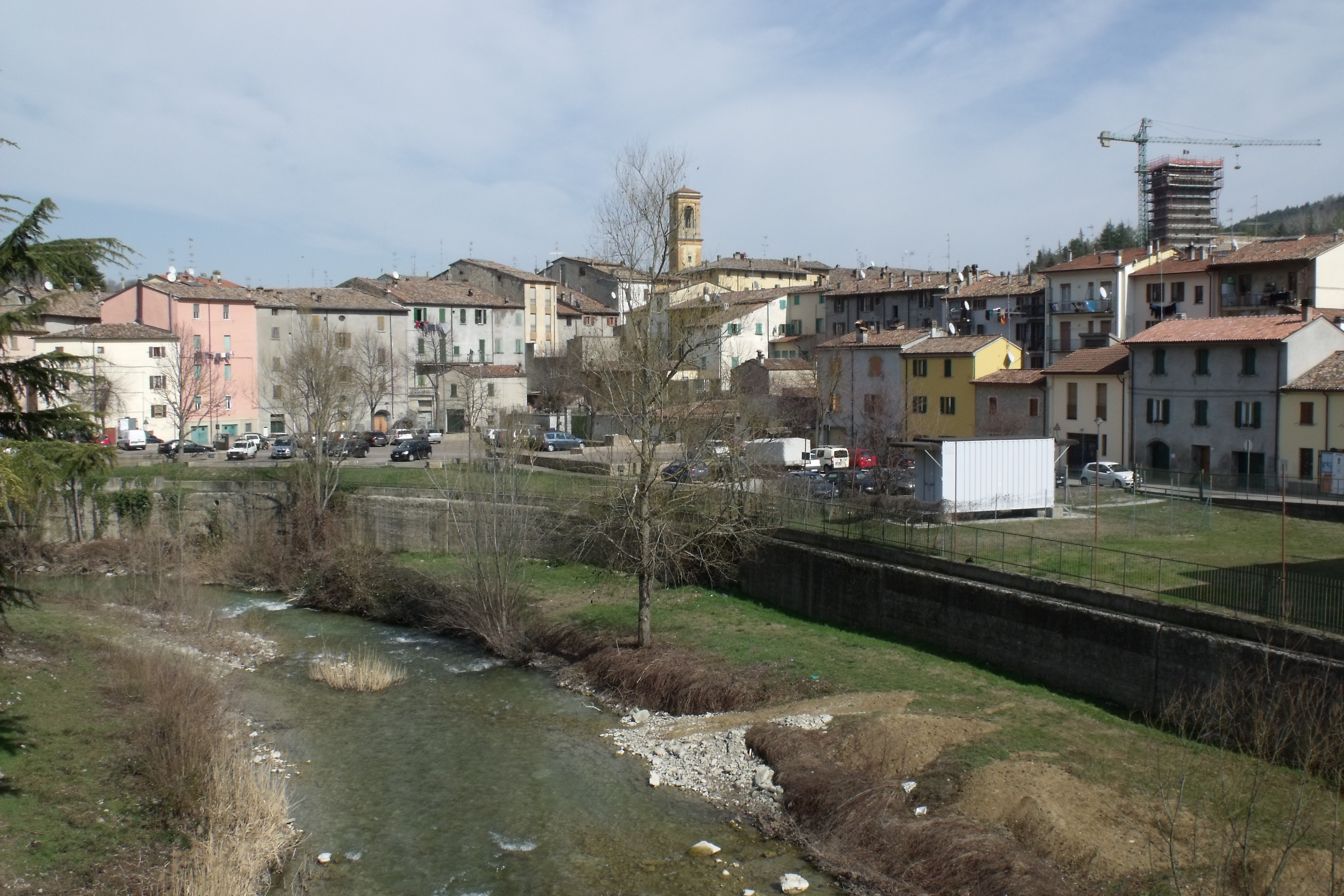
Panorama von Dovadola

Der Ort liegt 16 km südwestlich von Forlì, 28 km westlich von Cesena und 60 km südöstlich der Regionshauptstadt Bologna am Fluss Montone. Südlich grenzt die Gemeinde an das Tal Val del Rabbi. Sie ist Teil der Comunità montana Acquacheta Romagna Toscana und liegt in der klimatischen Einordnung italienischer Gemeinden in der Zone E.
Der Ort hat keine weiteren Ortsteile.
Die Nachbargemeinden sind Castrocaro Terme e Terra del Sole, Modigliana, Predappio und Rocca San Casciano.

## Geschichte
Erste Siedlungen im Gebiet entstanden durch die Römer. Nach den Gotenkriegen übernahmen die Langobarden die Vorherrschaft in der Gegend, danach herrschte ab dem 8. Jahrhundert der Erzbischof von Ravenna über das Gebiet. 1196 übernahmen die Guidi Gebiete von Pietro Traversari, darunter auch Dovadola. Der Ort blieb unter den Guidi bis zu ihrem beginnenden Niedergang 1405, als der Ort von den Guidi an die Republik Florenz abgegeben wurde. 1467 wurde der Ort von den Truppen aus Venedig unter Bartolomeo Colleoni fast vollständig zerstört, blieb aber unter der Kontrolle von Florenz. Dem durch Florenz und den Medici dominierten Großherzogtum Toskana folgte der Ort bis 1860, als er Teil des Königreich Sardinien wurde. Mit der Einheit Italiens 1861 wurde der Ort der Provinz Florenz zugeteilt. Erst 1923 kam der Ort zur Provinz Forlì (ab 1992 Provinz Forlì-Cesena).

## Sehenswürdigkeiten
- Abbazia e Chiesa di Sant’Andrea, Kirche mit Abtei aus dem 9. Jahrhundert, die durch die Cluniazenser errichtet wurde. Wurde 1116 erstmals schriftlich erwähnt[4]. Liegt kurz außerhalb und südlich der Stadtmauern.
- Chiesa della Santissima.Annunziata, Kirche kurz außerhalb und nördlich der Stadtmauern aus dem 15. Jahrhundert.
- Eremo di Montepaolo, Eremitage, in der sich Antonius von Padua von Mai 1221 bis März 1222 aufhielt. Liegt 3,5 km nördlich von Dovadola
- Oratorio di Sant’Antonio e San Gennaro
- Rocca di Dovadola, Festungsanlage der Grafen Guidi, die 1021 erstmals erwähnt wurde und im 12. Jahrhundert von den Guidi erheblich erweitert wurde.
- Torre dell’Orologio, Uhrturm aus dem Mittelalter.

## Söhne und Töchter des Ortes
- Pier Luigi Mazzoni (1932–2012), Bischof
- Valerio Nati (* 1956), Boxer